# Gazela písková
Gazela písková (Gazella leptoceros) je pouštní antilopa obývající Saharu.

## Popis
Gazela písková má délku těla kolem 100 cm. Ocas bývá dlouhý 25 cm. Rohy dosahují velikosti 35 cm. U samce jsou mírně stočené do tvaru S. Samice má rohy menší, tenčí a téměř rovné. Výška v kohoutku se pohybuje kolem 65 cm. Hmotnost se pohybuje mezi 10 až 15 kg. Barva je písková, břicho je bílé. Na bocích lze pozorovat tmavší pruh. O jejím životě máme pouze málo poznatků. Ze zoologických zahrad víme, že váha novorozených mláďat se pohybuje mezi 1 až 1,8 kg.

## Ohrožení
Tato gazela žije na poměrně velkém území ve velmi malém počtu, populace je odhadována na 300–600 jedinců a její populace stále klesá. V IUCN red list je uváděna jako ohrožený druh. V zoo je chována pouze vzácně, v České republice byla do roku 2009 chována v zoo Dvůr Králové nad Labem. V Americe je ovšem daleko běžněji chovaná než v Evropě.